# Amor en conserva
Amor en conserva fue la decimocuarta y, virtualmente, la última película de los Hermanos Marx, ya que harían su última aparición en la película La historia de la humanidad (The Story of Mankind), en 1957, pero en esa ocasión aparecían por separado. La película se basa en una historia original de Harpo Marx desarrollada por Ben Hecht.